# Michael Schacht
Michael Schacht (Wiesbaden, Alemanya, 1964) és un creador de jocs premiat amb un Spiel des Jahres. Entre els seus jocs més coneguts destaquen Zooloretto (derivat del precedent Coloretto), Isis & Osiris, Gods, Taxi, Frankenstein o Hispaniola. La majoria d'ells es basen en la gestió de recursos i l'habilitat al voltant d'un tema (un zoo, un vaixell, un temple....). Abans de dedicar-se a la creació de jocs va treballar com a dissenyador gràfic.